# 노라이르 누리캰
노라이르 아람 누리캰(불가리아어: Норайр Арам Нурикян, 1948년 6월 26일~2025년 3월 11일)은 불가리아의 전직 역도 선수이다. 1972년과 1976년 하계 올림픽에서 각각 남자 페더급과 밴텀급 종목에서 금메달을 획득했다. 1994년에 국제 역도 연맹 명예의 전당에 헌액되었다.

## 생애
누리캰은 불가리아 슬리벤에서 아르메니아계 부모의 아들로 태어났으며 아르메니아어 이름은 노라이르 아라미 누리캰(아르메니아어: Նորայր Արամի Նուրիկյան)이다. 그의 아버지는 제과점에서 일했고, 육체적으로 매우 강했다.

## 선수 경력
누리캰은 먼저 군대에 가야했고 나중에 제대했다. 1972년 하계 올림픽을 준비하는 동안 누리캰은 1972년 1월에 자신의 오른쪽 손목 골절로 훈련하지 못했다. 누리캰은 1972년 하계 올림픽때 금메달을 획득했고, 402.5 kg 부문에서 전체 기록을 세웠다. 1976년 하계 올림픽에서, 누리캰은 자신의 2번째 올림픽 금메달을 획득하는데 문제가 없었다.